# Хенрици, Вальдемар
Вальдемар Хенрици (нем. Waldemar Henrici; 3 февраля 1878 — 15 февраля 1950) — германский военачальник, генерал-лейтенант (1941), участник Первой и Второй мировых войн.

## Биография
Поступил в прусскую армию общегерманских войск в 1896 году. С 1906 года — обер-лейтенант, с 1911 года — капитан. С 1914 года — адъютант Центрального управления прусского военного министерства в Берлине. 
Участвовал в Первой мировой войне, в 1916 году получил звание майора, заслужил Железный крест обоих классов. 
После поражения — в рейхсвере. С 1921 года — подполковник. Изучал политологию и в 1923 году получил докторскую степень с диссертацией «Угольная промышленность России во время войны и после войны». С 1925 года — полковник, с 1 января 1928 года по 31 января 1929 года — командир 2-го (прусского) пехотного полка в Алленштайне в I военном округе (Восточная Пруссия). 31 января 1929 года уволен из рейхсвера в звании генерал-майора. 
После установления нацистского режима в Германии в 1934 году занял должность арбайтсгауляйтера в XXVIII Арбайтсгау (Франкония) в Имперской службе труда (RAD) в звании генераларбайтсфюрера. 1 июля 1939 года, когда он был произведен в звание обер-генералаларбайтфюрера, RAD отправила его в отпуск, и он был призван в вермахт. 
12 февраля 1940 года в звании генерал-майора запаса назначен командиром вновь сформированной 555-й пехотной дивизии, которая вместе с 557-й пехотной дивизией выполняла роль позиционной дивизии на Верхнем Рейне в XXV армейском корпусе 7-й армии в Баден-Вюртемберге, только 15 июня 1940 года перешла Рейн, чтобы атаковать Францию. Вскоре по окончании кампании дивизия была расформирована. 
15 августа 1940 года назначен командиром 258-й пехотной дивизии, которой командовал в войне против СССР. В июне 1941 года в составе VII армейского корпуса 4-й армии (группа армий «Центр») участвовал в Белостокско-Минском сражении. В конце июля 1941 года вошёл в состав XIII армейского корпуса 2-й армии и сменил 4-ю танковую дивизию в районе Кричева, участвовал в разгроме советского Центрального фронта, в конце августа—начале сентября 1941 года в составе XII армейского корпуса 4-й армии прикрывал фланг 2-й танковой группы Г. Гудериана, начавшей наступление в южном направлении, заходя в тыл советского Юго-Западного фронта. 
1 октября 1941 года получил звание генерал-лейтенанта, но уже 2 октября был ранен в самом начале немецкого наступления на Москву. После выздоровления 5 декабря 1941 года переведен в резерв фюрера. 
Позже до октября 1942 года служил командующим вермахтом на Украине. 31 декабря 1943 года уволен в отставку.